# Hayden Panettiere
Hayden Lesley Panettiere (Palisades, New York, 21. kolovoza 1989.), američka glumica i pjevačica. Najpoznatija je po ulozi navijačice s natprirodnim moćima Claire u seriji "Heroji" i po ulozi biološke kćeri Ally McBeal u istoimenoj seriji.

## Životopis

### Rani život
Hayden je rođena u Palisades, New Yorku u obitelji Lesley R. Vogel, bivše glumice iz sapunica i Alana "Skip" Panettierea, vatrogasnog poručnika. Hayden ima i mlađeg brata, također glumca Jansena Panettierea. Pohađala je osnovnu školu "South Orangetown" u New Yorku, no nakon završetka sedmog razreda počinje se školovati kod kuće. 

### Karijera
Panettiere se manekenstvom počela baviti u dobi od samo pet mjeseci. Kad je navršila 11 mjeseci, počela je nastupati u televizijskim reklamama za tvrtku "Playskool". Prve glumačke korake napravila je u američkim sapunicama, i to u ulozi Sarah Roberts u ABC-jevoj sapunici "One Life to Live" i kasnije u ulozi Lizzie Spaulding u CBS-ovoj sapunici "Zvijezda vodilja" (Guiding Light). U potonjoj, Haydenin lik, Lizzie, se borila s leukemijom, te je serija dobila nagradu Društva za pomoć oboljelima od leukemije i limfoma.
No, Hayden su proslavile dvije uloge. U posljednjoj sezoni serije "Ally McBeal" pridružila se ekipi u ulozi biološke Allyine kćeri, Maddie. 2006. godine dobiva ulogu Claire Bennet u SF akcijskoj seriji "Heroji". No, osim televizijskih uloga, Hayden je poznata i po posuđivanju glasova u dugometražnim animiranim filmovima kao npr. u "Život buba" (A Bug's Life).       

## Filmografija

### Televizijske uloge
- "Heroji" (Heroes) kao Claire Bennet (2006.-danas)
- "Robot Chicken" kao Cheetara (2007.)
- "Skater Boys" kao Kassidy Parker #2 (2006.)
- "Američka predsjednica" (Commaander in Chief) kao Stacy (2006.)
- "Malcolm u sredini" (Malcolm in the Middle) kao Jessica (2003. – 2005.)
- "Zakon i red: Odjel za žrtve" (Law & Order: SVU) kao Angela Agnelli (2005.)
- "Fillmore!" kao Yumi (2004.)
- "Ally McBeal" kao Maddie Harrington (2002.)
- "Zakon i red: Odjel za žrtve" (Law & Order: SVU) kao Ashley Austin Black (2001.)
- "Zvijezda vodilja" (Guiding Light) kao Elizabeth "Lizzie" Spaulding (1996. – 2000.)
- "Dodir anđela" (Touched by an Angel) kao Diana (1999.)
- "A Will of Their Own" (1998.)
- "One Life to Live" kao Sarah Victoria "Flash" Roberts #3 (1994. – 1997.)
- "Izvanzemaljci u obitelji" (Aliens in the Family) kao djevojčica (1996.)

### Filmske uloge
- "Hoodwinked 2: Hood vs. Evil" (2010.) - Red - post-produkcija
- "Alpha and Omega" (2010.) - Kate - post-produkcija
- "I Love You, Beth Cooper" (2009.) - Beth Cooper - post-produkcija
- "Fireflies in the Garden" (2008.) - Jane Lawrence (u mladim danima)
- "Šangajski poljubac" (Shanghai Kiss) kao Adelaide Bourbon (2007.)
- "Ajmo cure: Do pobjede" (Bring It on: All or Nothing) kao Britney Allen (2006.)
- "The Architect" kao Christina Waters (2006.)
- "Mr. Gibb" kao Allyson "Ally" Palmer (2006.)
- "Ledena princeza" (Ice Princess) kao Gen Harwood (2005.)
- "Majčine laži" (Lies My Mother Told Me) kao Haylei Sims (2005.)
- "Zebra trkačica" (Racing Stripes) kao Channing Walsh (2005.)
- "Put kroz život" (The Dust Factory) kao Melanie Lewis (2004.)
- "Tiger Cruise" kao Maddie Dolan (2004.)
- "Sve za Helen" (Raising Helen) kao Audrey Davis (2004.)
- "Normalno" (Normal) kao Patty Ann Applewood (2003.)
- "Jadni Joe" (Joe Somebody) kao Natalie Scheffer (2001.)
- "Izgubljena moć" (The Affair of the Necklace) kao mlada Jeanne (2001.)
- "Chestnut Hill" kao Molly Eastman (2001.)
- "Sjećanje na Titane" (Remember the Titans) kao Sheryl Yoast (2000.)
- "Dinosauri" (Dinosaur) kao Suri (posudila glas) (2000.)
- "If You Believe" kao mlada Susan "Suzie" Stone/Alice Stone (1999.)
- "Tajni život Doris Duke" (Too Rich: The Secret Life of Doris Duke) kao mlada Doris Duke (1999.)
- "Poruka u boci" (Message in a Bottle) kao djevojčica na brodu (1999.)
- "Život buba" (A Bug's Life) kao Dot (posudila glas) (1998.)
- "Predmet obožavanja" (The Object of My Affection) kao sirena (1998.)
- "How Do You Spell God?" (1996.)

## Vanjske poveznice
- Službena stranica Hayden Panettiere